# Европейска служба за външна дейност
Европейската служба за външна дейност (ЕСВД) е административна структура на Европейския съюз (ЕС) която, от създаването си през 2010 г. изпълнява функции на външно министерство и дипломатически корпус на ЕС, водейки общата външна политика и политика на сигурност и други външни дейности на Евросъюза. Европейската служба за външна дейност (ЕСВД) се създава след влизането в сила на Договора от Лисабон. ЕСВД е под ръководството на Върховния представител по въпросите на външните работи и политиката на сигурност. Постът също е създаден с Договора от Лисабон, който службата подпомага. ЕСВД действа в областта на управлението на кризи и разузнаването. Сътрудничи си с Европейската комисия в области с общи компетенции. ЕСВД е независима от другите институции на ЕС. Образувана е в резултат на сливането на външните отдели на Европейския съвет и на Европейската комисия, а също така разполага със самостоятелен бюджет.

## История
ЕСВД първоначално е включена в Европейска конституция. Самостоятелно ведомство за външни отношения на ЕС се разглежда като необходима подкрепа на предложената длъжност на Върховния представител. Както споделя Чарлз Грант, директор на Центъра за европейски реформи: „Без нея диригентът би бил без оркестър или по-скоро диригент, който се опитва да ръководи два оркестъра едновременно“. След отхвърлянето на Конституцията идеята се възражда отново в Договора от Лисабон, който влиза в сила през 2009 г.
Мандатът на Европейската служба за външна дейност е заложен в чл. 13а-III на Договора от Лисабон (чл. 27 от Закона за Европейския съюз и гласи следното: „В изпълнение на мандата си Върховния представител ще бъде подпомаган от Европейската служба за външна дейност. Тази служба ще работи в сътрудничество с дипломатическите служби на държавите членки и включва длъжностни лица от съответните служби на Генералния секретариат на Съвета и на Комисията, както и персонал, командирован от националните дипломатически служби на държавите членки. Организацията и функционирането на Европейската служба за външна дейност се определят с решение на Съвета. Съветът действа по предложение на Върховния представител след консултация с Европейския парламент и след одобрение от Комисията.
Малко преди договорът да влезе в сила, Катрин Аштън е обявена за Върховен представител, като е натоварена с изготвянето на структурата на новата служба за външна дейност. След земетресението в Хаити през 2010 г. Аштън председателства среща на отговорните за външнополитическите въпроси в Комисията, Съвета и държавите членки, за да се даде координиран отговор на бедствието. Въпреки че тя отказва тази среща да бъде определяна като първия акт на службата за външна дейност, Аштон подчертава, че това е първият път, когато подобна координация между външнополитическите участници на ЕС е постигната.

## Организация
ЕСВД управлява общите външни отношения, сигурността и отбраната. Контролира Ситуационния център. Въпреки че Върховният представител по въпросите на външните работи и политиката на сигурност и ЕСВД могат да подготвят инициативи, държавите членки налагат окончателните решения, а Европейската комисия има роля в техническото изпълнение на политиките. Върховният представител по въпросите на външните работи и политиката на сигурност докладва на Европейския парламент. Европейската служба за външна дейност има шест ведомства по географски признак, които се ръководят от директор. Те разделят света на няколко географски региона: 1) Африка, 2) Азия, 3) Америка, 4) Близък изток и Южни съседи на ЕС, 5) Русия, Източните съседи на ЕС и Западни Балкани и 6) Глобални и многостранни въпроси. Отдели по географски признак не се доблират в Европейската комисия. ЕСВД включва също: отдели за сигурност, стратегическо планиране на политики, правни въпроси, междуинституционални отношения, информация и публична дипломация, вътрешен одит и проверки, както и защита на личните данни.

## Прехвърлени звена
Част от отделите на ЕСВД са прехвърлени от звена на Европейската комисия или Европейския съвет: Звено за политика (Европейски съвет), Генерална дирекция E (Европейски съвет), длъжностни лица от Генералния секретариат на Съвета, командировани към специалните представители на Европейския съюз и Генерална дирекция за развитие (Европейска комисия).

## Висши длъжности
Докато върховният представител провежда т.нар. дипломатически совалки, като официалните представители се отчитат директно пред нея, ежедневната административна дейност се ръководи от изпълнителен генерален секретар.
„ЕСВД се управлява от изпълнителен генерален секретар, който ще работи под ръководството на върховния представител. Изпълнителният генерален секретар предприема всички необходими мерки, за да се гарантира гладкото функциониране на ЕСВД, включително административното и бюджетното управление. Изпълнителният генерален секретар осигурява ефективна координация между всички отдели в централната администрация, както и с делегациите на Съюза.“ (Споразумение на Съвета с описание на задълженията на изпълнителния генерален секретар)
Под генералния секретар има двама заместник-генерални секретари. Единият от заместник-генералните секретари се занимава с административни въпроси (като координация и сътрудничество с Комисията), а другият помага при формулирането на политиките по външнополитически въпроси. Въпреки това при окончателното одобрение на планове върховният представител е заместван и от съответния европейски комисар или от външния министър, който държи ротационното председателство на Съвета.

## Персонал
Персоналът е съставен от Комисията, Съвета и от дипломатическите служби на държавите членки, командировани временно. Не са открити националните квоти за 1100-те служители и най-малко 33% от тях са от държавите членки. Останалите представители на ЕСВД са постоянни длъжностни лица от Европейската комисия и от Генералния секретариат на Съвета на Европейския съюз. Това отчасти се дължи на необходимостта от създаване на обща дипломатическа култура, което предизвиква и призиви за откриване на Европейска дипломатическа академия.

## Бюджет
Бюджетът на ЕСВД се предлага и управлява от Върховния представител по въпросите на външните работи и политиката на сигурност и се одобрява всяка година от Европейския парламент. Парламентът също така прави преглед на бюджета на всяка мисия на ЕС.